# Klaus Steffenhagen
Klaus-Jürgen Steffenhagen (* 21. April 1947 in Schwerin) ist ein deutscher Polizist im Ruhestand. Er war langjähriger GdP-Funktionär sowie von 1997 bis 1999 Polizeipräsident in Hagen und von 1999 bis 2011 Polizeipräsident in Köln.

## Leben
Klaus Steffenhagen machte nach seiner schulischen Ausbildung zunächst eine Berufsausbildung als Sattler, Polsterer und Dekorateur, die er 1964 mit der Gesellenprüfung abschloss. Im Anschluss folgte von 1964 bis 1967 eine Ausbildung im Polizeidienst des Bundeslandes Nordrhein-Westfalen (NRW) in Linnich. Er bestand 1967 die Fachprüfung für den mittleren Dienst und war anfangs unter anderem als Streifenbeamter in Köln tätig. Ab 1974 besuchte er die Fachhochschule für öffentliche Verwaltung Nordrhein-Westfalen, an der er 1979 die Zweite Fachprüfung für den gehobenen Dienst ablegte. Im selben Jahr wurde er zum Kriminalkommissar befördert. Bis 1987 nahm er verschiedene Aufgaben als Sachbearbeiter bei der Kriminalpolizei wahr, zuletzt als Kriminalhauptkommissar. 1981 bestand er die Prüfung als Diplom-Verwaltungswirt (FH).
Er engagierte sich seit seinem Eintritt bei der Polizei 1964 in der Gewerkschaft der Polizei (GdP) und war von 1987 bis 1997 deren Landesvorsitzender in Nordrhein-Westfalen. Außerdem war er von 1986 bis 1997 stellvertretender Bundesvorsitzender der GdP.
1997 wurde Steffenhagen zum Polizeipräsidenten in der kreisfreien Stadt Hagen im nordrhein-westfälischen Regierungsbezirk Arnsberg ernannt. Er leitete das Polizeipräsidium Hagen bis zu seinem Wechsel 1999 in das Amt des Kölner Polizeipräsidenten. Als Leiter des Polizeipräsidiums Köln – der größten Polizeibehörde in Nordrhein-Westfalen – mit Sitz in Köln war er zuständig für die kreisfreien Städte Köln und Leverkusen sowie für alle Autobahnen im Regierungsbezirk Köln. In seinem Zuständigkeitsbereich waren 5.000 Beamte für die Sicherheit von etwa 1,2 Millionen Menschen tätig.

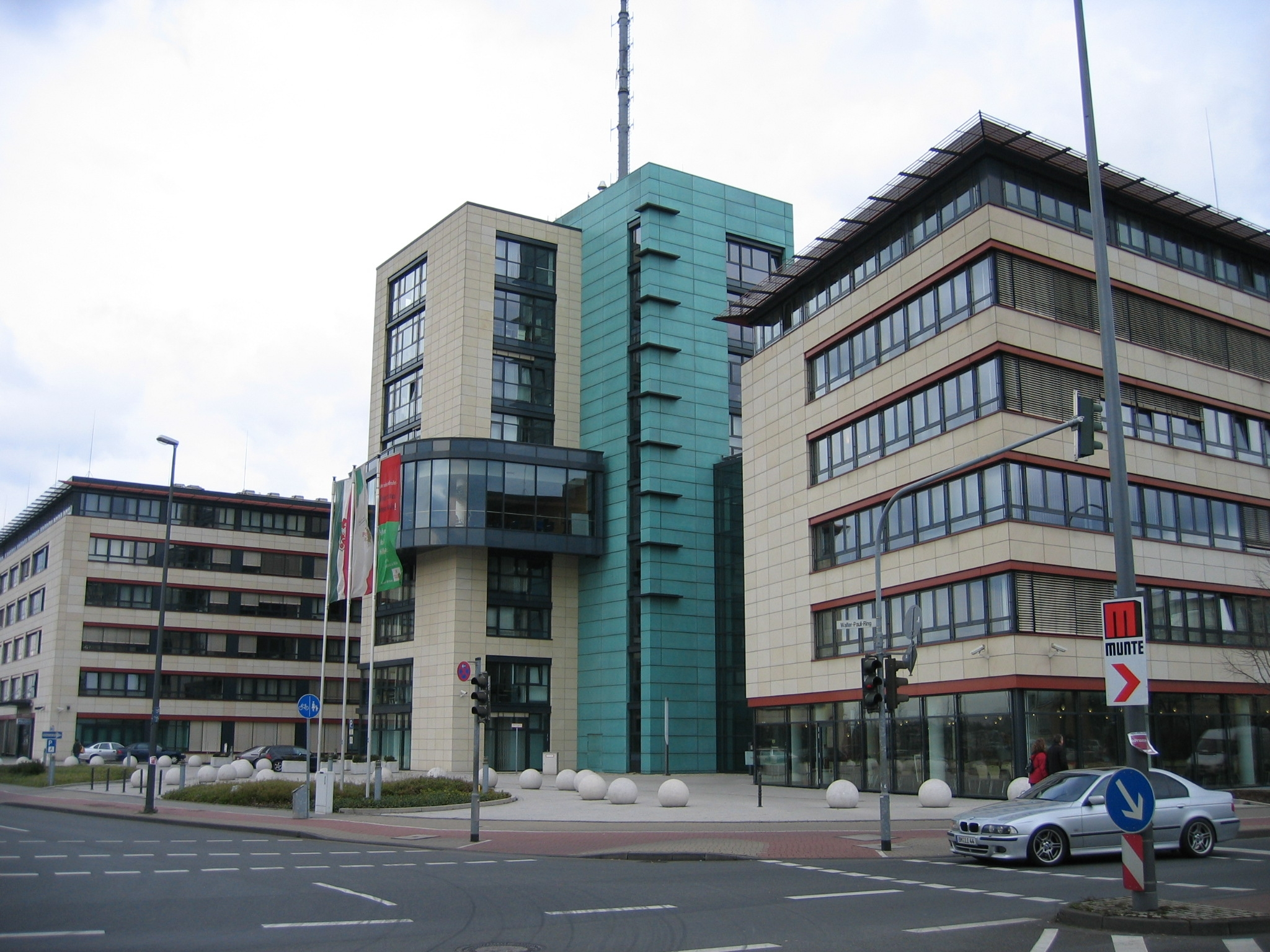
Polizeipräsidium Köln im Kölner Stadtteil Kalk, 2007

Er agierte in Köln anfangs aus dem alten Polizeipräsidium am Waidmarkt in der Innenstadt, das inzwischen abgerissen wurde, und später aus dem 2001 im Stadtteil Kalk errichteten Neubau (Bild), der 2010 in einem zweiten Bauabschnitt einen umfangreichen Erweiterungsbau erhielt. Nach Umzug ins neue Präsidium ordnete Steffenhagen die Behörde neu, sorgte für neue Technik, schaffte Leasingfahrzeuge an, führte Bezirksteams für die Veedel ein und erreichte einen Rückgang beim Taschendiebstahl. Er organisierte federführend die Polizeiaufgaben bei mehreren Großereignissen in Köln, wie beim Weltjugendtag 2005 und dem Besuch von Papst Benedikt XVI. (bürgerlich Joseph Aloisius Ratzinger) oder bei der Fußball-WM 2006 in Köln, und erfuhr dafür Lob von der Landesregierung. So beurteilte die Kölnische Rundschau 2011 – kurz vor Steffenhagens Ausscheiden – seine Amtsführung positiv: „In seiner Dienstzeit hat Steffenhagen viel bewegt.“
In seine Amtszeit fiel aber auch der Kölner Polizeiskandal von 2002 um den Tod eines Festgenommenen, der zuvor von Polizeibeamten einer Kölner Polizeiwache misshandelt wurde – laut Spiegel „eine[r] der größten Polizeiskandale der Republik“. Auf Anweisung von Steffenhagen wurde noch vor dem späteren Strafprozess der Leiter der zuständigen Polizeiinspektion Innenstadt an eine andere Dienststelle versetzt und gegen zwei Polizeibeamte wurden Entlassungsverfahren wegen Vertuschungsversuch eingeleitet.
Steffenhagen bat den amtierenden NRW-Innenminister Ralf Jäger (SPD) im August 2011 aus gesundheitlichen Gründen um die Versetzung in den vorzeitigen Ruhestand. Er verließ die Behörde zum 30. September 2011 nach rund 47 Jahren polizeidienstlicher Tätigkeit im Alter von 64 Jahren. Sein Nachfolger im Amt des Kölner Polizeipräsidenten wurde Wolfgang Albers.
Er ist Mitglied der SPD.
Klaus Steffenhagen ist seit 1970 verheiratet und hat zwei erwachsene Kinder.

## Veröffentlichungen
- Modernisierung gestalten. Fortschritt ermöglichen. Ein Beitrag zur Umsetzung des Steuerungs- und Führungssystems der Polizei beim Polizeipräsidium Köln. Verlag Deutsche Polizeiliteratur, Hilden 2003, ISBN 978-3-801-10481-8 (herausgegeben von Klaus-J. Steffenhagen, unter Mitarbeit von Uwe Blanek u. a.).